# Compétitions artistiques aux Jeux olympiques d'été de 1936
Pour la sixième fois consécutivement, des compétitions artistiques sont organisées conjointement avec les épreuves sportives, dans le cadre des Jeux olympiques d'été qui se déroulent en Allemagne, à Berlin, en 1936. Les règles qui régissaient ces compétitions d’arts précédemment sont toujours de rigueur. Ainsi, les œuvres présentées devant les différents jurys doivent être originales et avoir un lien évident avec le sport. Elles doivent également s’inscrire dans l’une des cinq catégories basiques qui composent le « Pentathlon des Muses ». En l’occurrence, l’architecture, la littérature, la musique, la peinture et la sculpture. Chacune de ces catégories étant divisées en un certain nombre de sous-catégories. Enfin, il est à nouveau prévu que les artistes récompensés reçoivent des médailles d’or, d’argent et de bronze, au même titre que les sportifs.
Compte tenu du contexte politique particulier de cette année 1936, ces compétitions artistiques ne connaissent pas le succès des années précédentes en raison de l’absence de certains pays habituellement très présents dans les concours d’art et du refus de nombreux artistes de participer à un événement orchestré par l’Allemagne nazie. Cependant, près de 70 000 visiteurs viennent admirer les œuvres présentées et trente-deux médailles sont distribuées dont neuf en or.

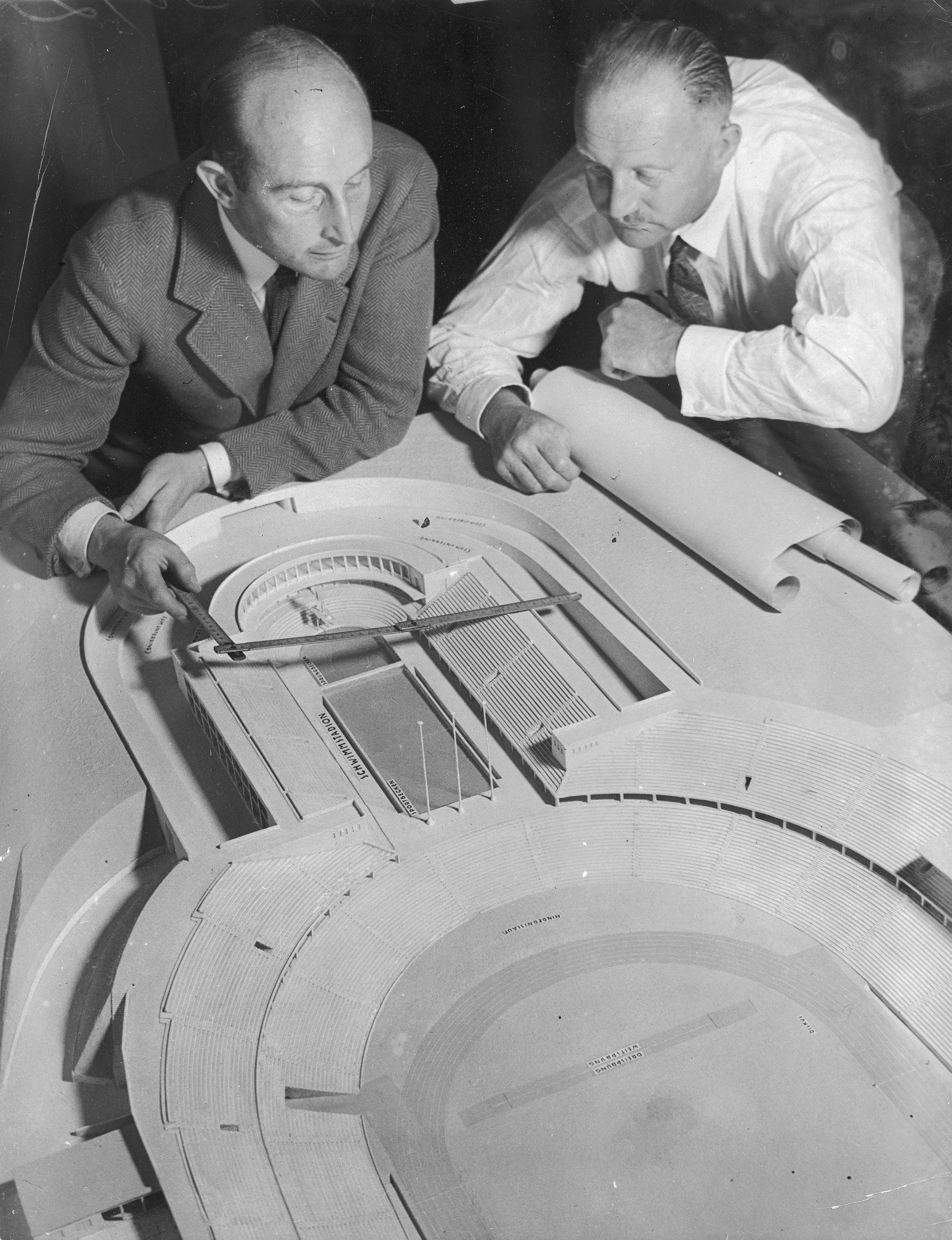
L’architecte Werner March, (à gauche), médaillé d’or en Architecture, travaillant sur le projet du Stade olympique de Berlin.

## Organisation
Au niveau de l’organisation des différents domaines artistiques, un retour en arrière est opéré par rapport aux Jeux de 1928. Le comité choisit en effet de revenir aux subdivisions antérieures en  Littérature et en Musique qui sont à nouveau scindées en trois sous-catégories. En revanche, le CIO ne donne pas suite aux propositions du comité allemand qui souhaite ajouter au programme artistique des Jeux le cinéma, la joaillerie et la danse. L’éventail de domaines artistiques est donc très fourni. Ceci étant, un certain nombre d’entre eux ne seront pas dotés de récompenses, soit que le nombre d’artistes en lice soit trop réduit, soit que le jury concerné ait jugé la qualité des œuvres  pas digne d’un prix.
Les catégories artistiques récompensées :  
- Architecture: urbanisme, projets architecturaux
- Littérature : œuvres lyriques, œuvres dramatiques, œuvres épiques
- Sculpture: statues, médailles,  bas-reliefs
- Peinture:  peintures, dessins et aquarelles, arts graphiques
- Musique : compositions de chant pour soliste ou chœur, compositions pour instruments ou orchestre

L’exposition des œuvres se tient du 15 juillet 1936 au 16 août 1936 dans une salle d’exposition de la  Deutschlandhalle de Berlin.

## Contexte politique
Pour Joseph Goebbels, ministre hitlérien de la Propagande, les Jeux sont l’occasion de renforcer l’image de l’Allemagne nazie. Dans le domaine artistique, il s’agit pour lui de  mettre en avant les œuvres qui servent l’image d’une nation forte et athlétique, en accord avec l’idéal aryen, au détriment des valeurs représentées par l’ « art dégénéré » . A défaut d’avoir pu faire intégrer la danse dans le programme artistique des Jeux olympiques, Goebbels décide de créer un festival international de danse qui se déroulera en parallèle avec les compétitions d’arts. Dans ce but, il convie la célèbre danseuse américaine Martha Graham à participer à l’événement. Celle-ci décline l’invitation et sa réponse est sans équivoque : « Je trouverais impossible de danser en Allemagne à l’heure actuelle. Tant d’artistes que je respecte et admire ont été persécutés, ont été privés du droit de travailler pour des raisons ridicules et insatisfaisantes, que je devrais considérer qu’il m’est impossible de m’identifier, en acceptant l’invitation, au régime qui a rendu de telles choses possibles. De plus, certains membres de mon groupe de concert ne seraient pas les bienvenus en Allemagne ». Comme Martha Graham, beaucoup d’artistes refusent de se rendre à Berlin afin de ne pas cautionner le nazisme. Et des pays qui comptent au niveau des Jeux olympiques boycottent les épreuves artistiques comme la France, l’Espagne ou la Grande-Bretagne. Des absences qui auraient été préjudiciables si elles n’avaient pas été contrebalancées par la présence en nombre de représentants de l' Allemagne et de l’Autriche ainsi que des futurs pays de l’Axe : l’empire du Japon et le royaume d'Italie . En conséquence, les différents jurys sont truffés d’Allemands pro-nazis comme Adolf Ziegler, président de la Chambre des Beaux-Arts, chargé par le régime de combattre l’«art dégénéré», ou Hanns Johst, président de la Chambre de la Littérature et de l’ Académie de poésie, qui sera plus tard officier dans la SS .

## Bilan
Sans surprise, l’Allemagne, l’Autriche et le royaume d'Italie remportent la majorité des médailles. L’Allemagne  à elle seule s’adjugeant douze médailles (dont cinq en or), soit la moitié de toutes les médailles obtenues par ce pays au cours des compétitions artistiques dans leur ensemble.
En Urbanisme, ce sont les deux frères de nationalité allemande, Werner March et Walter March qui remportent la médaille d’or pour leurs plans du « Reichssportfeld » (littéralement : « terrain de jeux du Reich ») qui deviendra plus tard le stade olympique de Berlin. En ce qui concerne les Projets architecturaux, le vainqueur de l’épreuve est l’Autrichien Hermann Kutschera (en). Architecte et skieur de fond confirmé, il est récompensé pour sa conception d’un tremplin de saut à ski. Une structure novatrice qui permet au public de suivre la compétition au plus près des athlètes mais qui ne sera finalement jamais construite. Ses plans seront en effet égarés durant la guerre qui va suivre.
En Littérature, dans la sous-catégorie œuvres épiques, c’est le Finlandais Urho Karhumäki (en) qui décroche la médaille d’or grâce à son roman « Avoveteen » (En eau libre) qui raconte l’itinéraire tumultueux et aventureux d’un jeune homme qui deviendra un sportif remarquable. Plus tard, le roman de Urho Karhumäki (en) sera adapté au cinéma par Wilho Ilmari et sera présenté à la Mostra de Venise . En ce qui concerne la sous-catégorie œuvres lyriques, le lauréat de l’épreuve est l’Allemand Felix Dhünen-Sondinger (en), pseudonyme de Franz Sondinger, pour son œuvre intitulée « the runner » qui raconte l’histoire héroïque du célèbre coureur grec Phidippidès .
Dans la catégorie Musique, la compétition concernant la sous-catégorie compositions de chant pour soliste ou chœur, est remportée par l’Allemand Paul Höffer pour son œuvre intitulée « Serment olympique ». Bien qu’il soit considéré en tant que « bolchevik de la musique » par la communauté culturelle nazie, il reçoit la médaille d’or décernée par un jury comprenant sept Allemands sur neuf membres.Dans la  seconde sous-catégorie prise en considération, la compositions pour instruments ou orchestre, c’est encore un Allemand qui reçoit la médaille d’or. Il s’agit de Werner Egk (de son véritable nom Mayer), pour son œuvre « Musique du festival olympique » dont les paroles sont de Carl Diem, organisateur en chef des Jeux. Favori du pouvoir, Egk devra se disculper, après la guerre, des sympathies nazies dont il sera accusé.

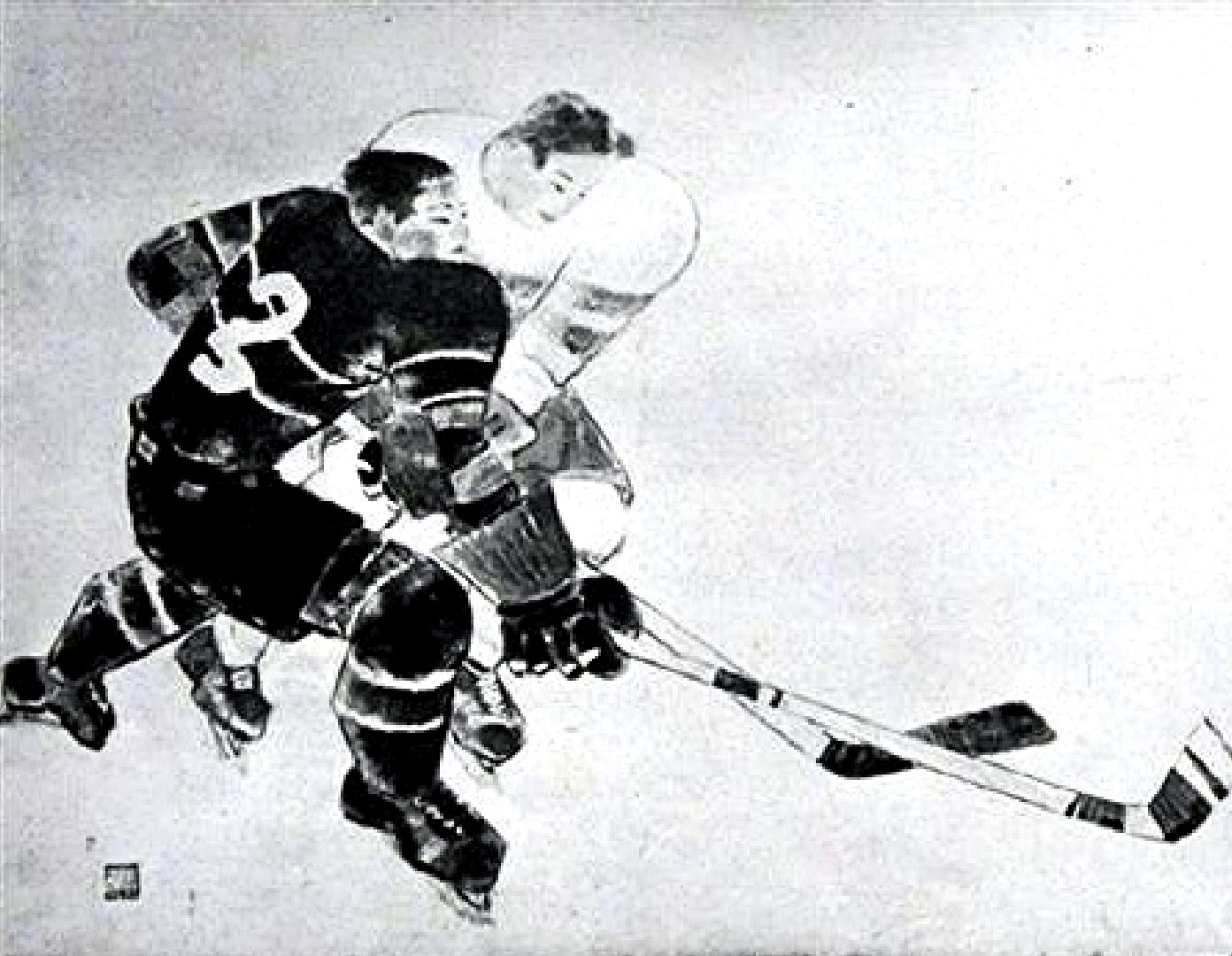
« Hockey sur glace », l’œuvre de médaillé de bronze en peinture.

En ce qui concerne la catégorie  Peinture dans son ensemble, le jury composé une nouvelle fois d’une grande majorité d’Allemands ne décerne qu’une médaille d’or. En l’occurrence, à l’artiste suisse Alex Diggelmann (en), dans la sous-catégorie Arts graphiques, auteur d’une affiche intitulée « Arosa I  ». Alex Diggelmann (en) qui obtiendra aux Jeux olympiques de 1948 deux autres médailles dans les compétitions artistiques deviendra finalement l’un des artistes les plus médailles, dans le domaine considéré. Les deux médailles d’argent accordées par le jury le sont à l’Italien Romano Dazzi (en) pour son « Quattro bozzetti per affreschi » (« Quatre esquisses pour fresques »). Et à l’Autrichien Rudolf Eisenmenger (en) pour « Coureur sur la ligne d'arrivée ». Enfin, pour la première fois, deux médailles de bronze sont attribuées à des artistes asiatiques : les Japonais Ryuji Fujita (en) pour « Hockey sur glace » et son compatriote Sujaku Suzuki (en) pour « Concours hippique japonais classique » .
Dans le domaine de la sculpture, sous-catégorie Statues, c’est    l’Italien Farpi Vignoli qui remporte la plus haute récompense pour son très réaliste « Conducteur de sulky » au terme d’un concours extrêmement disputé (plus de 100 participants) et de très bon niveau. La médaille d’argent étant attribuée à l’Allemand Arno Breker pour son très martial « Décathlonien » qui orne toujours le stade olympique de Berlin. Arno Breker fut l’un des artistes officiels du régime nazi, s'impliquant totalement dans son imagerie propagandiste guerrière. Paradoxalement, il ne fut jamais inquiété après la  guerre  et devint l’ami d’artistes célèbres comme Jean Cocteau et Salvador Dali . Dans la sous-catégorie  bas-reliefs, le lauréat est l’Allemand Emil Sutor (en) pour ses « Coureurs de haies ». Emil Sutor (en) a acquis plus tard une certaine célébrité en réalisant une sculpture représentant Bambi, trophée remis au lauréat du Bambi Award, qui récompense chaque année une vedette des médias. Enfin, en ce qui concerne la sous-catégorie Médailles, aucune médaille d’or n’est attribuée. Uniquement une médaille d’argent pour l’Italien Luciano Mercante (en) pour « "Médailles" » et une médaille de bronze au Belge Josué Dupon pour « Médailles équestres ». Connu comme excellent graveur et sculpteur réaliste d’animaux exotiques, Josué Dupon décédé le 13 octobre 1935 reçoit ce trophée à titre posthume, pour l’ensemble de ses six œuvres distinctes exposées à Berlin .

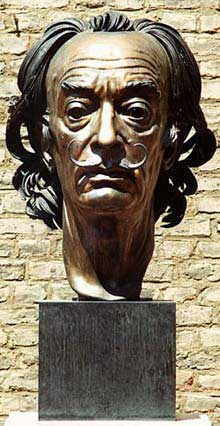
Le buste de Salvador Dali réalisé en 1975 par Arno Breker, second de la compétition en sculpture.

## Tous les médaillés
| Disciplines artistiques                              | Or                                                    | Argent                                                      | Bronze                                                                                      |
| ---------------------------------------------------- | ----------------------------------------------------- | ----------------------------------------------------------- | ------------------------------------------------------------------------------------------- |
| Architecture : Projets architecturaux                | Hermann Kutschera (en) pour Tremplin de ski           | Werner March pour Stade du Reich                            | Hermann Stiegholzer (en) et Herbert Kastinger (en) pour Plan d'un champ de courses à Vienne |
| Architecture : Urbanisme                             | Werner March et Walter March (en) pour Stade du Reich | Charles Downing Lay (en) pour Parc de la marine à Brooklyn  | Theo Nussbaum (en) pour Établissements sportifs et plan d'urbanisme de Cologne              |
| Sculpture : statues                                  | Farpi Vignoli pour Sulki                              | Arno Breker pour Décathlonien                               | Stig Blomberg pour Enfants luttant                                                          |
| Sculpture : Médailles                                | non décerné                                           | Luciano Mercante (en) pour Médailles                        | Josué Dupon pour Médailles équestres                                                        |
| Sculpture : bas-reliefs                              | Emil Sutor (en) pour Coureurs de haies                | Józef Klukowski pour Football                               | non décerné                                                                                 |
| Peinture: Peintures                                  | non décerné                                           | Rudolf Eisenmenger (en) pour Coureur sur la ligne d'arrivée | Ryuji Fujita (en) pour Hockey sur glace                                                     |
| Peinture: Arts graphiques                            | Alex Diggelmann (en) pour Arosa I                     | Alfred Hierl (en) pour Course internationale Avus           | Stanisław Ostoja-Chrostowski (en) pour Diplôme de la société de yachting                    |
| Peinture: Dessins et aquarelles                      | non décerné                                           | Romano Dazzi (en) pour Quatre croquis pour fresques         | Sujaku Suzuki (en) pour Concours hippique japonais classique                                |
| Littérature : œuvres lyriques                        | Felix Dhünen-Sondinger (en) pour Le coureur           | Bruno Fattori (en) pour Visages d’Azure                     | Hans Stoiber (en) pour Le disque                                                            |
| Littérature : œuvres épiques                         | Urho Karhumäki (en) pour En eau libre                 | Wilhelm Ehmer (en) pour Autour du toit du monde             | Jan Parandowski (en) pour Le disque olympique                                               |
| Littérature : œuvres dramatiques                     | non décerné                                           | non décerné                                                 | non décerné                                                                                 |
| Musique: compositions de chant pour soliste ou chœur | Paul Höffer pour Le serment olympique                 | Kurt Thomas pour Cantate à l'Olympiade de 1936              | Harald Genzmer pour Le coureur                                                              |
| Musique: compositions pour instruments ou orchestre  | Werner Egk pour Musique du festival olympique         | Lino Liviabella pour La Victoire                            | Jaroslav Křička pour Suite pour montagne                                                    |

## Tableau des médailles
| Rang | Nation          | Or | Argent | Bronze | Total |
| ---- | --------------- | -- | ------ | ------ | ----- |
| 1    | Allemagne       | 5  | 5      | 2      | 12    |
| 2    | Italie          | 1  | 4      | 0      | 5     |
| 3    | Autriche        | 1  | 1      | 2      | 4     |
| 4    | Finlande        | 1  | 0      | 0      | 1     |
| 4    | Suisse          | 1  | 0      | 0      | 1     |
| 6    | Pologne         | 0  | 1      | 2      | 3     |
| 7    | États-Unis      | 0  | 1      | 0      | 1     |
| 8    | Grande-Bretagne | 0  | 0      | 2      | 2     |
| 9    | Belgique        | 0  | 0      | 1      | 1     |
| 9    | Suède           | 0  | 0      | 1      | 1     |
| 9    | Tchécoslovaquie | 0  | 0      | 1      | 1     |
|      | Total           | 9  | 12     | 11     | 32    |

### Sources
- Bilan officiel des compétitions artistiques de 1912 à 1948 sur Olympic Museum.
- Bilan officiel des compétitions artistiques de 1936 sur Olympedia